# Vrbovec, Trebnje
Vrbovec je naselje v občini Trebnje.
Vrbovec je gručasta vas na jugovzhodnem robu Dobrniške uvale. Največ njiv se nahaja na zahodni strani proti Rupam, na jugu se razprostira vrtačast svet z grmičevjem, na vzhodu košenice, na pobočjih Ostrega vrha pa gozd. Jugovzhodno od Vrbovca je obzidana rupa Mišnica, kamor so speljali odtok poplavne vode z Dobrniške uvale na Globodolsko polje in naprej v Temenico.